# Tannay-le-Mont-Dieu
Tannay-le-Mont-Dieu est une commune nouvelle française qui existe depuis le 1er janvier 2025 dans le département des Ardennes en région Grand Est. Elle résulte de la fusion des communes du Mont-Dieu et de Tannay.

## Toponymie
Le nom de la nouvelle commune résulte de la juxtaposition des noms des deux anciennes communes, Tannay et Le Mont-Dieu. Ce nouveau nom permet aussi de ne plus confondre la commune avec celle de Tannay dans la Nièvre.

## Histoire
La commune est créée le 1er janvier 2025 à la suite d'un arrêté préfectoral du 13 septembre 2024 par la fusion des communes du Mont-Dieu et de Tannay. Le chef-lieu de la commune nouvelle est fixé à la mairie de l'ancienne commune de Tannay.

## Politique et administration
Jusqu'aux prochaines élections municipales françaises de 2026, le conseil municipal de la commune nouvelle est constitué de l'ensemble des membres en exercice des conseils municipaux des deux communes fondatrices.

### Liste des maires
| Période      | Période  | Identité      | Étiquette | Qualité |
| ------------ | -------- | ------------- | --------- | ------- |
| janvier 2025 | En cours | Anne Fraipont |           |         |

### Communes fondatrices
| Nom            | Code Insee | Intercommunalité            | Superficie (km2) | Population (dernière pop. légale) | Densité (hab./km2) |
| -------------- | ---------- | --------------------------- | ---------------- | --------------------------------- | ------------------ |
| Tannay (siège) | 08439      | CC de l'Argonne Ardennaise  | 14,04            | 151 (2022)                        | 11                 |
| Le Mont-Dieu   | 08300      | CC des Portes du Luxembourg | 18,72            | 11 (2022)                         | 0,59               |

Au sein de la commune nouvelle, est instituée la commune déléguée de Tannay.

## Population et société

### Démographie
L'évolution du nombre d'habitants est connue à travers les recensements de la population effectués dans la commune depuis sa création.

En 2022, la commune comptait 162 habitants.
| 2021 | 2022 |
| ---- | ---- |
| 160  | 162  |

## Économie
Il existe une bière qui porte le nom d'Abbaye du Mont-Dieu produite par la Brasserie Ardwen à Launois-sur-Vence.